# کوینتون، نیوجرسی
کوینتون (به انگلیسی: Quinton Township) شهری در ایالت نیوجرسی کشور ایالات متحده آمریکا است که جمعیت آن در سرشماری سال ۲۰۱۰ میلادی، ۲٬۶۶۶ نفر بوده‌است.